# ヘルマン・ヤコービ
ヘルマン・ゲオルク・ヤコービ（Hermann Georg Jacobi、1850年2月11日 - 1937年10月19日）は、ドイツのインド学者。

## 生涯
1850年、ケルンで生まれた。ボン大学とベルリン大学で学んだが、とくにベルリン大学のアルブレヒト・ヴェーバーにサンスクリットと比較言語学を学び、その強い影響を受けた。1872年にインド天文学の論文で ボン大学の博士の学位を取得した。
1872年から1年間、ロンドンで古写本を調査した後にインドに渡り、ゲオルク・ビューラーとともにラージャスターンで写本の収集を行った。帰国後、1875年にボン大学で教授資格を取得。1876年からミュンスター大学で教え、1885年にキール大学教授を経て、1889年にボン大学の教授に就任した。1922年に退官するまでその任にあった。
1913年から翌年にかけて再びインドを訪れ、アパブランシャ文献を収集した。研究の功績により、カルカッタ大学から名誉博士号を授与された。同大学では、1913年から14年の冬にかけて詩を講義していた。1937年、ボンで没した。

## 研究内容・業績
古代インドに関するさまざまな方面の研究に貢献があるが、とくにジャイナ教の研究と古代インド文献の時代の考証で知られる。

## 主な著作
ヤコービはジャイナ教の文献を多数校訂出版した。
- “Zwei Jaina-Stotra”. Indische Studien 14:  359-391. (1876).（サンスクリットによる2つの讃歌の本文とドイツ語訳）
- “Die Çobhana stutayas des Çobhana muni”. Zeitschrift der deutschen morgenländischen Gesellschaft 32:  509-534. (1878).（サンスクリットによる讃歌の本文とドイツ語訳）
- “The Kalpasûtra of Bhadrabâhu”. Abhandlungen für die Kunde des Morgenlandes (Leipzig) 7 (1). (1879).（カルパ・スートラの本文）
- “Das Kâlakâcârya-Kathânakam”. Zeitschrift der deutschen morgenländischen Gesellschaft 34:  247-318. (1880).（カーラカ物語の本文とドイツ語訳）
- The Âyâraṃga Sutta of the Çvetâmbara Jains. 1. London: Pāli Text Society. (1882)（アーヤーランガ・スッタの本文）
- Sthavirāvalīcarita or Pariśiṣṭaparvan : being an appendix of the Triṣaṣti-śalākāpuruṣacarita. Calcutta: Asiatic Society of Bengal. (1883-1891)（ヘーマチャンドラ作、ジャイナ教の歴史に関するサンスクリットで書かれた詩の校訂本）
- Ausgewählte Erzählungen in Māhārāṣṭrī. Leipzig: S. Hirzel. (1886)（ジャイナ教マーハーラーシュトリーの本文・文法・辞典）

『東方聖典叢書』のためにジャイナ教白衣派の経典（アーガマ）を英語に翻訳した。
- Gaina Sûtras: Part I. The Sacred Books of the East. XXII. Oxford: Clarendon Press. (1884)（アーチャーランガ・スートラ（アーヤーランガ・スッタ）、カルパ・スートラ）
- Gaina Sûtras: Part II. The Sacred Books of the East. XLV. Oxford: Clarendon Press. (1895)（ウッタラーディヤヤナ・スートラ（ウッタラッジャーヤー）、スートラクリターンガ・スートラ（スーヤガダンガ））

ヤコービはジャイナ教が当時のヨーロッパで考えられていたような仏教の一派ではなく、マハーヴィーラと釈迦は同時代人であって、ジャイナ教と仏教とは互いに独立した宗教であることを明らかにした。
- “On Mahāvīra and His Predecessors”. Indian Antiquary 9:  158-163. (1880).

ヤコービはインドの文献や碑文の年代確定のために努力した。
- “The Computation of Hindu Dates in Inscriptions”. Epigraphica Indica 1:  403-460. (1892).

天文学的な証拠からヴェーダの時代を紀元前3千年紀に設定し、他の学者との間で論争になった。
- “Über das Alter des Ṛig Veda”. Festgruss an Rudolf von Roth. (1893). pp. 68-74.
- “On the Antiquity of Vedic Culture”. The Journal of the Royal Asiatic Society of Great Britain and Ireland:  721-726. (1909). JSTOR 25189568.
- “The Antiquity of Vedic Culture”. The Journal of the Royal Asiatic Society of Great Britain and Ireland:  456-467. (1910). JSTOR 25189686.

その他：
- Das Râmâyaṇa: Geschichte und Inhalt nebst Concordanz der gedruckten Recensionen. Bonn: Friedrich Cohen. (1893)
- Compositum und Nebensatz: Studien über die indogermanische Sprachentwicklung. Bonn: Friedrich Cohen. (1897)
- Über das ursprüngliche Yogasystem : Nachträge und Indices. Berlin: W. de Gruyter. (1929)
- Die Entwicklung der Gottesidee bei den Indern, und deren Beweise für das Dasein Gottes. Bonn: Kurt Schroeder. (1923)
  - 邦訳：山田竜城; 伊藤和男 訳『印度古代神観史』大東出版社、1940年。